# Pencahue
Pencahue (del mapuche: Pengkawe ‘lugar de zapallos’) es un pueblo y comuna de Chile, ubicado en la provincia de Talca, en la Región del Maule, en la zona central de Chile. Limita al norte con la comuna de Sagrada Familia, de la provincia de Curicó, al sur con la comuna de San Javier, al oeste con las comunas de Curepto y Constitución y al este con las comunas de San Rafael, Talca y Maule.
Pencahue es conocida como una Tierra Huasa, ya que en ella se realizan diversos eventos tradicionales como rodeos, trillas a yegua suelta, carreras a la chilena, etc.
Integra junto con las comunas de la de provincia de Curicó y provincia de Talca el distrito electoral N.º 17 (Diputados), y pertenece a la 9.ª circunscripción senatorial de la Región del Maule.

## Etimología
El nombre se forma de penca, especie de calabaza, llamada zapallo (Cucurbita máxima), y de hue, paraje, lo que es paraje de zapallos o zapallar.

## Historia
La región conocida por los nativos como "Pencahue" se encuentra atravesada por el estero Los Puercos, tributario del río Maule. Esta zona también es notable por haber sido un punto de tránsito para las fuerzas de Lautaro antes de su derrota en Peteroa en 1557. Contrario a algunas creencias locales, Bernardo O'Higgins no nació en este lugar, sino en Chillán Viejo, aunque vivió sus primeros años en el lugar ahora conocido como «Fundo Quepo» bajo la supervisión de su tutor.
El poblado de Pencahue fue oficialmente fundado el 15 de abril de 1794 durante la gobernación de Ambrosio O'Higgins. Es a través del Decreto de Creación de Municipalidades de Chile, promulgado el 22 de diciembre de 1891 que es cuando se crea la municipalidad.
Un aspecto crucial en la historia y el desarrollo territorial de Pencahue es el Ramal Talca Constitución, que recorre la comuna a lo largo de la orilla norte del río Maule. La construcción de este ramal comenzó en 1889 por encargo a la North and South American Company, bajo la presidencia de José Manuel Balmaceda. El primer segmento, entre las estaciones de Talca y Curtiduría, se inauguró el 13 de agosto de 1892. Posteriormente, se abrió el tramo hasta la estación de Pichamán el 1 de noviembre de 1894. La construcción continuó a un ritmo pausado hasta alcanzar la ribera norte del Río Maule, frente a Constitución, estableciéndose la primera estación en el sector de Banco de Arena en 1902. La actual estación de Constitución, junto con el Puente Banco de Arena, se inauguró en 1915. La realización de este proyecto ferroviario abarcó casi 26 años, extendiéndose a través de los mandatos de siete presidentes, desde José Manuel Balmaceda hasta Ramón Barros Luco. El ramal fue oficialmente inaugurado el 19 de diciembre de 1915, al inicio del gobierno de Juan Luis Sanfuentes.
Pencahue se ha mantenido como una comuna predominantemente rural, con un crecimiento lento y sin grandes expansiones de su área habitada.

## Medio ambiente

### Geomorfología y componentes abióticos

Trazado simplificado de los ecosistemas y cuerpos de agua presentes en la comuna de Pencahue.

La comuna de Pencahue se encuentra emplazada en las unidades geomorfológicas de Llanos de sedimentación fluvial o aluvional, Cordillera de la costa y Llano central fluvio-glacio-volcánico; y presenta según la clasificación climática de Köppen clima mediterráneo de lluvia invernal (Csb). Esta además se halla entre las cuencas hidrográficas de Costeras del río Mataquito y río Maule, río Mataquito y río Maule. Además, la comuna posee diversos cuerpos de agua, entre los que se destacan el río Claro y río Maule.

### Componentes bióticos
Dentro del territorio de la comuna se pueden hallar los siguientes ecosistemas:
- Bosque caducifolio mediterráneo costero donde predominan Nothofagus glauca y Persea lingue (En peligro crítico)
- Bosque esclerófilo mediterráneo interior donde predominan Lithrea caustica y Peumus boldus (En peligro)
- Bosque espinoso mediterráneo interior donde predominan Acacia caven y Lithrea caustica (En peligro)

### Medidas de protección ambiental y conflictos socioambientales
Hasta 2022, la comuna de Pencahue cuenta con las siguientes zonas que poseen algún nivel de protección ambiental:
- Huaquén (Sitios ERB)[13]
- Pichamán (Sitios ERB)[14]

## Demografía

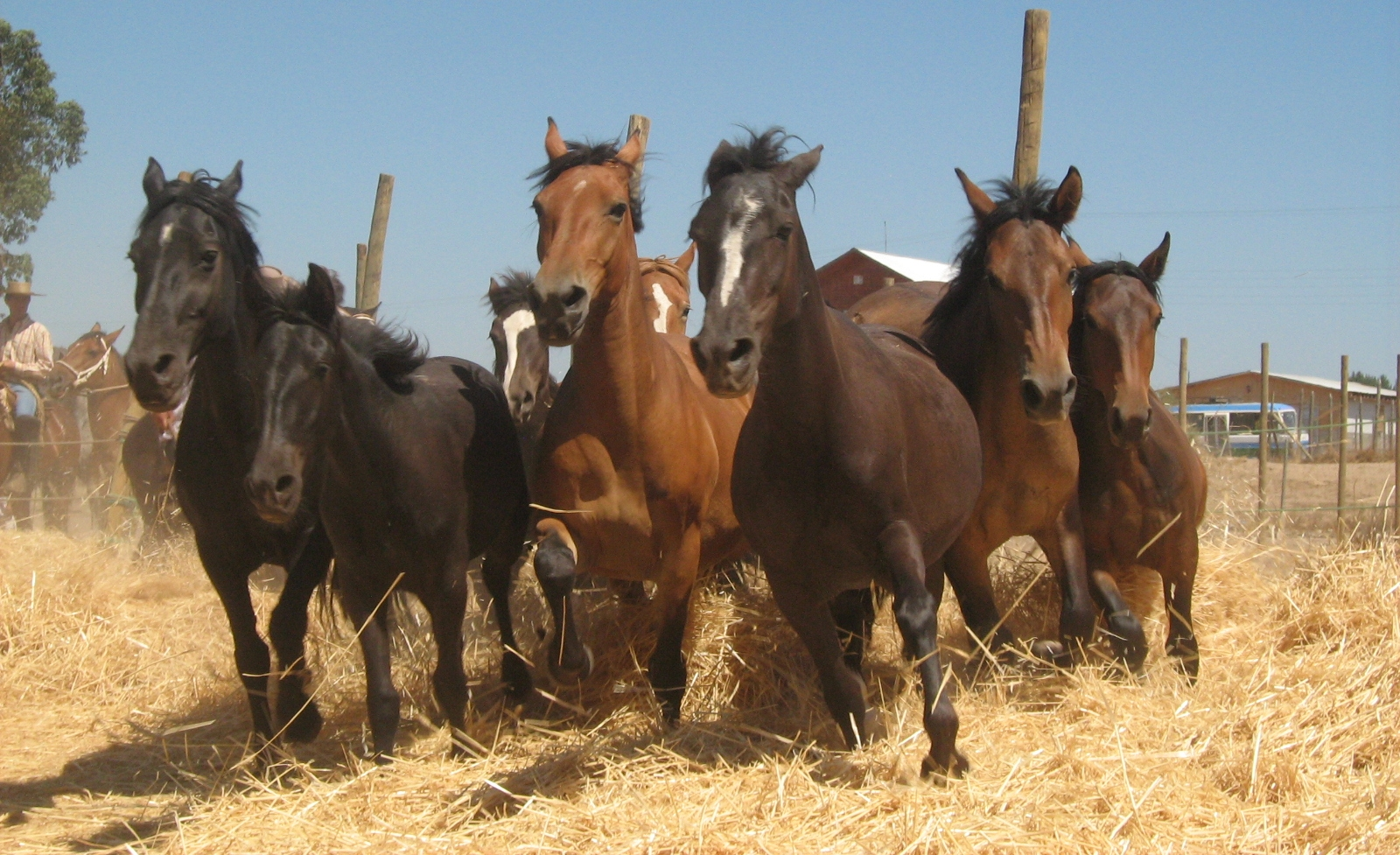
Trilla a yegua suelta

La comuna de Pencahue abarca una superficie de 956,8 km² y una población de 8245 habitantes (INE 2017), correspondientes a un 0,83 % de la población total de la región y una densidad de 8,62 hab/km². Del total de la población, 4003 son mujeres y 4242 son hombres. Un 99.16 % (18 717 hab.) corresponde a población rural, y un 0,94% (176 hábs.) corresponde a población urbana.
En el pueblo de Pencahue, que tiene una extensión de 2,34 km², vivían en 2002, 2.037 personas, de las cuales, 1.056 eran hombres y, 981 eran mujeres, y habían 527 viviendas.

### Localidades
Pencahue, Lo Figueroa, Corinto, Batuco, Botalcura, Toconey, Curtiduría, Las Tizas, Las Doscientas, Los Cristales, González Bastías, Tapihue.

## Administración

### Municipalidad
La Municipalidad de Pencahue para el periodo 2021-2024 es dirigida por el alcalde José Miguel Tobar Aravena (Ind.) y el concejo municipal conformado por los concejales:
- Luis Nibaldo Castro Rojas (IND - RN)
- Lucy Lara Leiva (RN)
- Rubén Faúndez Gómez (UDI)
- Mauricio Díaz Díaz (IND - Radicales e Ind)
- Juan Alberto Tobar Rojas (IND - Unidad Por el Apruebo)
- José Exequiel Arancibia Berríos (DC)

### Representación parlamentaria
Pencahue forma parte de la circunscripción senatorial IX y del distrito electoral 17. Es representada en la Cámara de Diputados del Congreso Nacional por los siguientes diputados:
- Jorge Guzmán Zepeda (Evolución Política)
- Felipe Donoso Castro (UDI)
- Hugo Rey Martínez (RN)
- Alexis Sepúlveda Soto (Partido Radical)
- Benjamín Moreno Bascur (Partido Republicano De Chile)
- Mercedes Bulnes Núñez (IND - RD)
- Francisco Pulgar Castillo (IND - Centro Unido)

En el Senado, la representan:
- Paulina Vodanovic Rojas (PS)
- Juan Antonio Coloma Correa (UDI)
- Juan Castro Prieto (IND - RN)
- Ximena Rincón González (PDC)
- Rodrigo Galilea Vial (RN)

## Economía
En 2018, la cantidad de empresas registradas en Pencahue fue de 179. El Índice de Complejidad Económica (ECI) en el mismo año fue de -0,69, mientras que las actividades económicas con mayor índice de Ventaja Comparativa Revelada (RCA) fueron Cultivo de Plantas cuyas Hojas o Frutas son usadas para Preparar Bebidas (104,22), Otros Servicios Agrícolas (44,98) y Otros Cultivos (22,59).

## Medios de comunicación

### Radioemisoras
FM
- 103.7 MHz  - RTL
- 105.1 MHz - Radio Carolina de Pencahue
- 107.1 MHz - Radio Lila

## Personas destacadas
- Valericio Leppe: cantautor y folclorista